# Robert Brouillette
Pour les articles homonymes, voir Brouillette.
Robert Brouillette est un acteur québécois né le 15 avril 1965.

## Biographie
Robert Brouillette est un comédien québécois qui a notamment, joué dans le populaire téléroman 4 et demi... de 1994 à 2001 aux côtés d'Isabelle Brossard, une série de Sylvie Lussier et Pierre Poirier. Durant ces années il a remporté à six reprises le prix du public ou le prix du meilleur acteur de téléroman.  Il obtient un diplôme en théâtre au Collège Lionel-Groulx en 1990. Très prolifique au théâtre, on l'a aussi vu à la télévision ainsi que dans quelques longs métrages. 
Membre de l'UDA, il est représenté par l'agence d'artistes Olivier Corbeil.

## Filmographie
- 1991 : Jamais deux sans toi (série télévisée) : Marc-André Lavoie
- 1991 : Lance et compte : Le moment de vérité (TV) : Jimmy Mercier
- 1990 : Watatatow (série télévisée) : Yves Taschereau (1991)
- 1993 : Blanche (feuilleton TV) : Paul Pronovost
- 1994 : Shabbat Shalom (TV)
- 1994 - 2001 : 4 et demi... (série télévisée) : Dr Louis Martineau
- 1995 : Eldorado : Marc
- 1996 : Angélo, Frédo et Roméo : Paul Top, la vedette américaine
- 1996 : Karmina : Philippe
- 1998 : KM/H (série télévisée) : Francis
- 2001 : Karmina 2 : Philippe
- 2002 : Séraphin : Un homme et son péché : Bidou Laloge
- 2005 : Maurice Richard : partisan fanatique
- 2001 : Un gars, une fille (série télévisée) : Chez le psy avec sa femme (4 et demi)
- 2017 : Les Affamés : Paco

## Distinctions

### Récompenses
| 2001 Métrostar dans la catégorie Meilleur acteur téléroman - 4 et demi                                                   |
| 2000 Métrostar dans la catégorie Meilleur acteur téléroman - 4 et demi                                                   |
| 1992 Les Prix de la Critique - Révélation de la saison - Interprétation de Marcel dans "Marcel poursuivi par les chiens" |

| 1998 Métrostar - Meilleur acteur téléroman pour 4 et demi                        |
| 1997 Prix Gémeaux - Meilleur acteur téléroman pour 4 et demi                     |
| 1997 Métrostar - Meilleur acteur téléroman pour 4 et demi                        |
| 1996 Prix Gémeaux - Meilleur acteur téléroman pour 4 et demi                     |
| 1995 Prix Génie - Meilleure interprétation dans un rôle de soutien pour Eldorado |
| 1994 Prix Gémeaux - Meilleur acteur émission dramatique pour Syncope             |
| 1994 Prix Gémeaux - Meilleur acteur télé série pour Blanche                      |
| 1993 Prix Gémeaux - Meilleur acteur téléfilm pour Shabbat Shalom                 |

### Nominations
| 1998 Métrostar - Meilleur acteur téléroman pour 4 et demi                        |
| 1997 Prix Gémeaux - Meilleur acteur téléroman pour 4 et demi                     |
| 1997 Métrostar - Meilleur acteur téléroman pour 4 et demi                        |
| 1996 Prix Gémeaux - Meilleur acteur téléroman pour 4 et demi                     |
| 1995 Prix Génie - Meilleure interprétation dans un rôle de soutien pour Eldorado |
| 1994 Prix Gémeaux - Meilleur acteur émission dramatique pour Syncope             |
| 1994 Prix Gémeaux - Meilleur acteur télé série pour Blanche                      |
| 1993 Prix Gémeaux - Meilleur acteur téléfilm pour Shabbat Shalom                 |